# Jennifer Carpenter
Jennifer Leann Carpenter (Louisville, 7 de dezembro de 1979) é uma atriz norte-americana, conhecida por seus papéis como Emily Rose em O Exorcismo de Emily Rose, Debra Morgan em Dexter e pelo papel principal no filme de terror, Quarantine.

## Biografia
Jennifer Leann Carpenter nasceu em Louisville, nos Estados Unidos, onde passou sua infância. Jennifer passou pela academia Sacred Hearth antes de ingressar em Juilliard em Nova Iorque.
Concluídos os estudos, formou-se no mundo da atuação através da grandiosa Companhia de Teatro Walden, surgiu na Broadway em The Crucible, dirigido por Richard Eyre, montagem co-estrelada por Laura Linney e Liam Neeson.
Foi em 2005 que a atriz chamou a atenção da crítica e do público com a arrepiante personagem em O Exorcismo de Emily Rose (The Exorcism of Emily Rose, em inglês), filme que lhe rendeu o MTV Movie Awards 2006 (de melhor performance) e o Hollywood Life Breakthrough Award.
Interpretou Debra Morgan na série de televisão Dexter que estreou 1 de Outubro de 2006 nos EUA. Em 2008, interpretou Angela Vidal em Quarantine.
Em 2011, ela estrelou a peça Gruesome Playground Injuries e teve uma aparição no drama The Good Wife.

## Vida pessoal
Em 31 de Dezembro de 2008, Jennifer se casou com o ator Michael C. Hall, que interpreta seu irmão no seriado, Dexter. Em 13 de Dezembro de 2010, o casal anunciou sua separação. O divórcio foi finalizado em dezembro de 2011.
Atualmente é casada com Seth Avett, cantor da banda country The Avett Brothers, e recentemente deu à luz Isaac.

## Filmografia

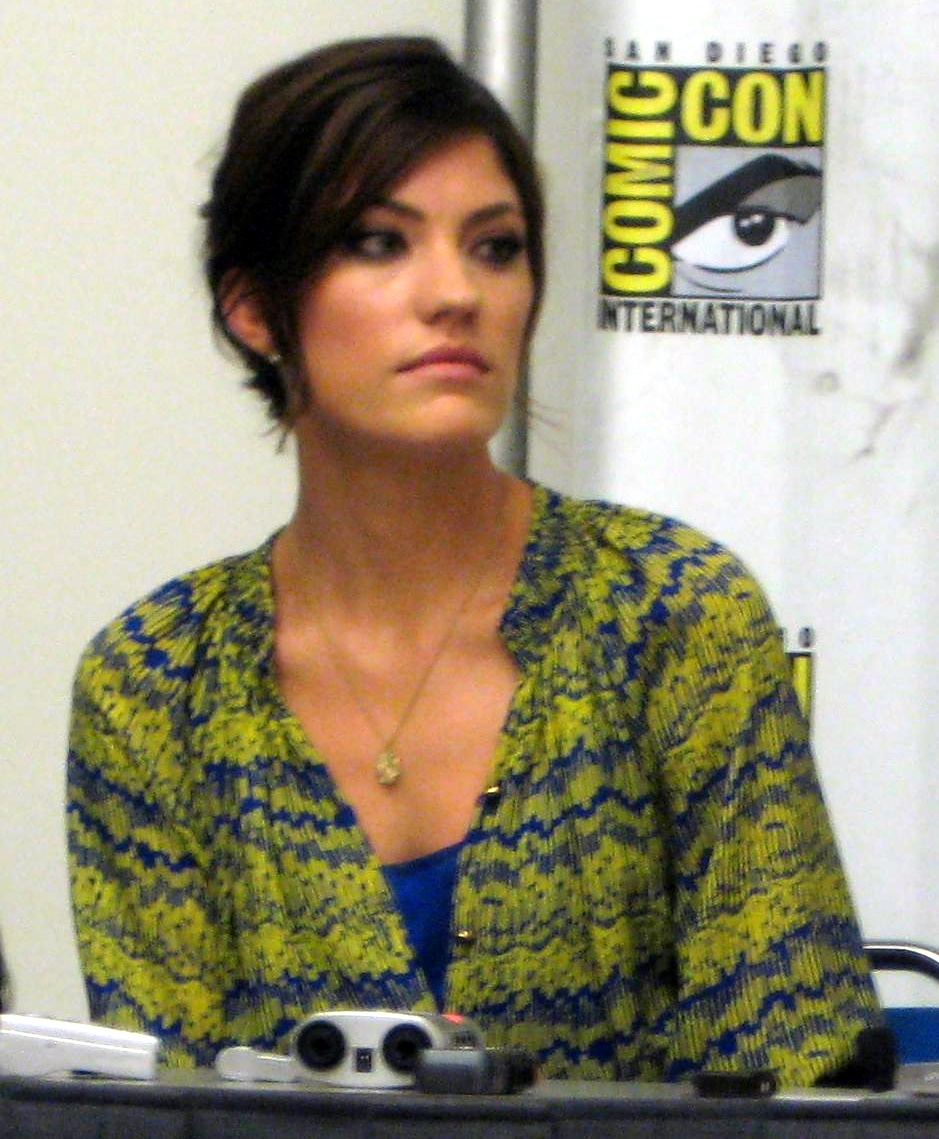
San Diego Comic-Con International, 23 de julho de 2009.

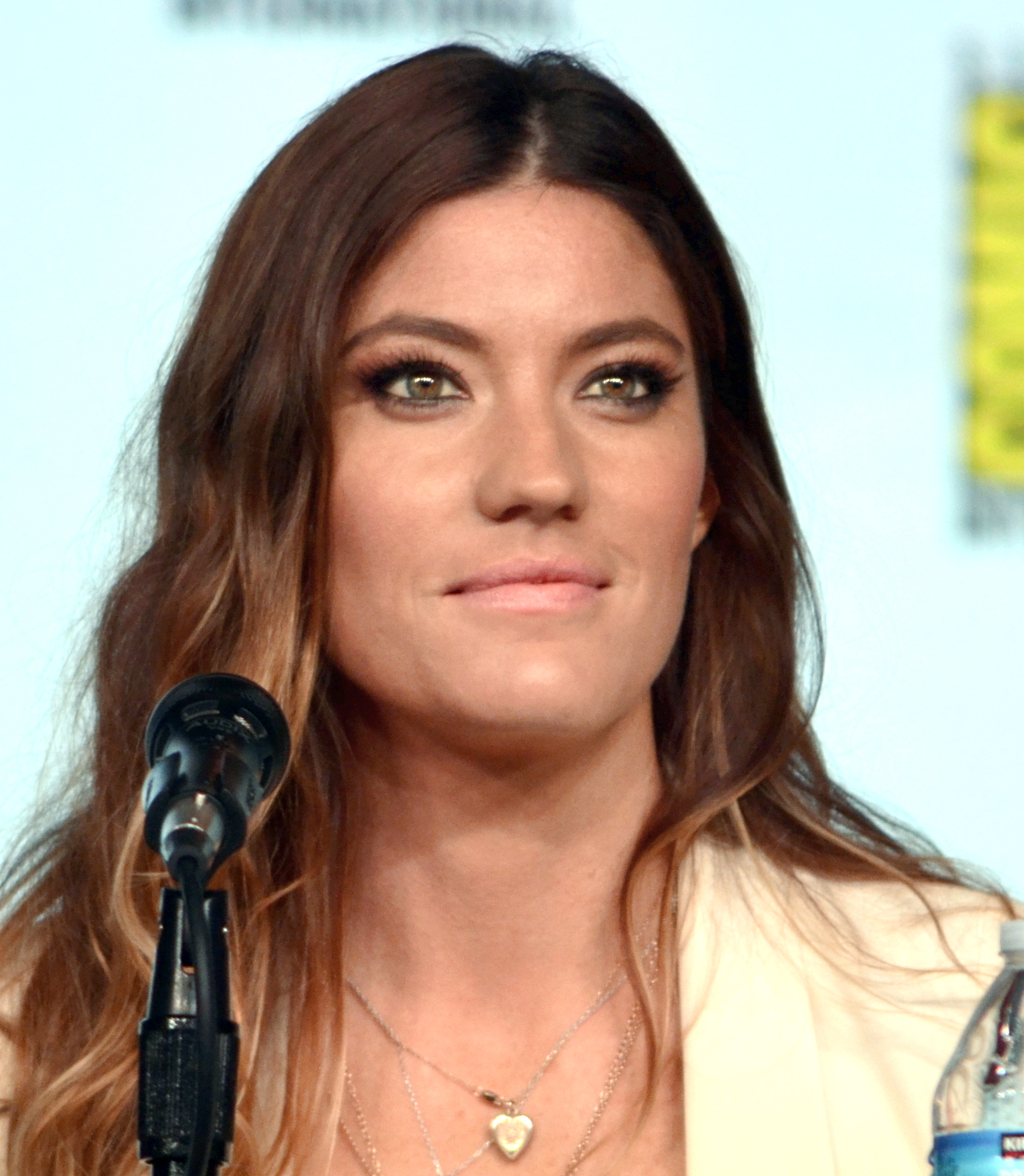
San Diego Comic-Con International, 2012.

| Filmes | Filmes                     | Filmes               | Filmes                |
| Ano    | Título                     | Papel                | Notas                 |
| ------ | -------------------------- | -------------------- | --------------------- |
| 2001   | People Are Dead            | Amiga de Ângela      | Participação especial |
| 2003   | Ash Tuesday                | Samantha             |                       |
| 2004   | D.E.B.S.                   | Estudante histérica  | Participação especial |
| 2004   | White Chicks               | Lisa                 |                       |
| 2005   | Lethal Eviction            | Sarah / Tessi / Beth |                       |
| 2005   | The Exorcism of Emily Rose | Emily Rose           |                       |
| 2005   | Last Days of America       | Amiga em Nova York   | Participação especial |
| 2006   | The Dog Problem            | Garçonete ruiva      | Participação especial |
| 2007   | Battle in Seattle          | Sam                  |                       |
| 2008   | Quarantine                 | Angela Vidal         |                       |
| 2010   | Faster                     | Nan Porterman        |                       |
| 2011   | Seeking Justice            | Trudy                |                       |
| 2012   | Gone                       | Sharon Ames          |                       |
| 2012   | The Break-Up Tour          |                      | Curta-metragem        |
| 2012   | The Factory                | Kelsey Walker        |                       |
| 2012   | Ex-Girlfriends             | Kate                 |                       |
| 2014   | Where the Devil Hides      | Rebekah              |                       |
| 2017   | Brawl In Cell Block 99     | Lauren Thomas        |                       |
| 2018   | Dragged Across Concrete    | Kelly Summer         |                       |
|        |                            |                      |                       |
|        |                            |                      |                       |

| Televisão | Televisão                                      | Televisão          | Televisão                       |
| Ano       | Título                                         | Papel              | Notas                           |
| --------- | ---------------------------------------------- | ------------------ | ------------------------------- |
| 2005      | Queen B                                        | Kristen            | Telefilme                       |
| 2006      | Dexter                                         | Debra Morgan       | 96 episódios (2006-2013)        |
| 2009      | Dexter: Early Cuts                             | Debra Morgan (voz) | 2 episódios                     |
| 2011      | The Good Wife                                  | Pamela Raker       | Episódio: "Parenting Made Easy" |
| 2011      | Pound Puppies                                  | Pepper (voz)       | 5 episódios (2011-2013)         |
| 2015      | Limitless                                      | Rebecca Harris     | 22 episódios                    |
| 2019      | The Enemy Within                               | Erica J. Shepherd  | 13 episódios                    |
| 2020      | Mortal Kombat Legends - A vingança de Scorpion | Sonya Blade (voz)  | Telefilme                       |
| 2021      | Mortal Kombat Legends: A Batalha dos Reinos    | Sonya Blade (voz)  | Telefilme                       |
|           |                                                |                    |                                 |

## Ligações Externas
- Jennifer Carpenter no AdoroCinema